# دوغ بينغ (سياسي)
دوغ بينغ هو سياسي كندي، ولد في 1950. حزبياً، نشط في BC United ‏. وقد انتخب عضو الجمعية التشريعية لكولومبيا البريطانية ‏.